# Claopodium gracillimum
Claopodium gracillimum là một loài Rêu trong họ Thuidiaceae. Loài này được (Cardot & Thér.) Nog. mô tả khoa học đầu tiên năm 1964.